# Toolern Vale
Toolern Vale är en del av en befolkad plats i Australien. Den ligger i kommunen Melton och delstaten Victoria, omkring 40 kilometer nordväst om delstatshuvudstaden Melbourne. Antalet invånare är 879.
Runt Toolern Vale är det ganska tätbefolkat, med 90 invånare per kvadratkilometer.. Närmaste större samhälle är Melton, nära Toolern Vale. 
Trakten runt Toolern Vale består i huvudsak av gräsmarker. Genomsnittlig årsnederbörd är 971 millimeter. Den regnigaste månaden är juni, med i genomsnitt 115 mm nederbörd, och den torraste är januari, med 34 mm nederbörd.